# Wacker Neuson
Wacker Neuson SE (in precedenza Wacker Construction Equipment AG) è una società multinazionale con sede a Monaco di Baviera che produce e commercializza attrezzature edili e macchine edili compatte.
L'azienda, fondata nel 1848, possiede più di 50 filiali e dal 2007 è presente nella Borsa di Francoforte e quotata allo SDAX.

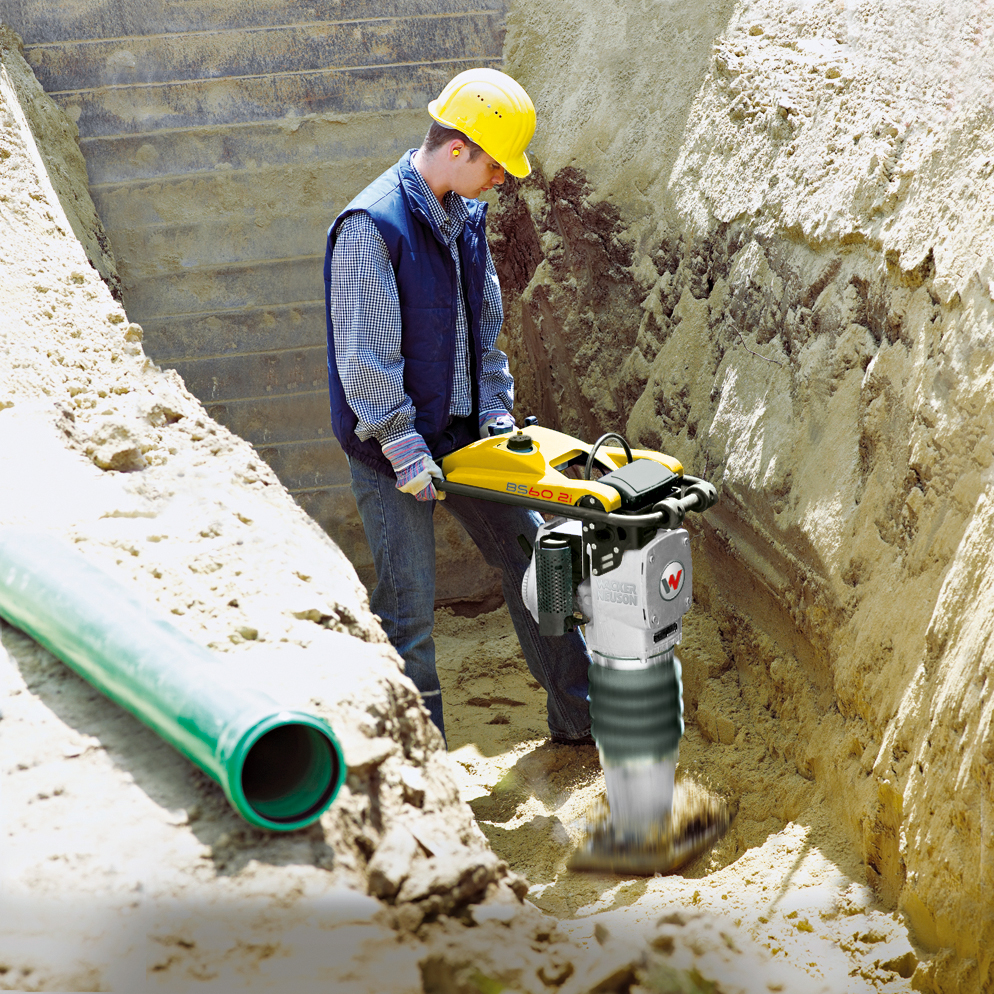
Wacker Neuson BS 60-2i, vibrocostipatore con motore a due tempi benzina raffreddato ad aria

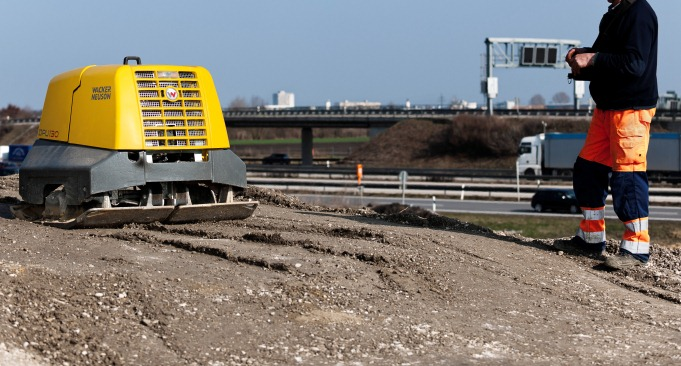
Piastra vibrante con motore diesel aspirato a 4 cilindri raffreddato ad acqua della Kohler Co.

## Storia

### Dalla fondazione al 1945
La società Wacker (questo il nome originale) viene fondata a Dresda nel 1848 da Johann Christian Wacker inizialmente come fucina, ma già nel 1875 inizia la produzione industriale. Nel 1930 gli ingegneri sviluppano la tecnologia ad alta frequenza per pervibratori e, contemporaneamente, viene progettato e prodotto il primo costipatore elettrico. Già prima della seconda guerra mondiale l'azienda ha una gamma di prodotti che le permette di iniziare a formare una rete di vendita commerciale sia a livello nazionale sia internazionale. Tale sviluppo si ferma improvvisamente a causa della distruzione totale degli stabilimenti produttivi di Dresda poco prima della fine della seconda guerra mondiale.

### Dal dopoguerra al 2007
Nel 1945 viene ripresa l'attività aziendale a Kulmbach in Baviera e nel 1951 la sede della società viene trasferita a Monaco di Baviera. La prima filiale straniera viene fondata nel 1957 a Hartford (Wisconsin), (USA), poi trasferita nel 1986 a Milwaukee dove oggi si trovano una sede produttiva e un centro logistico. Successivamente la società aumenta la sua presenza a livello internazionale ed è oggi rappresentata in tutto il mondo con più di 50 filiali. La ristrutturazione del gruppo societario da società a responsabilità limitata a società per azioni, Wacker Construction Equipment AG, avviene nel 2002. Fino al 2005 Wacker progetta, produce e distribuisce solamente attrezzature edili (Light Equipment) che arrivano a circa 3 tonnellate nei settori della tecnologia del calcestruzzo, del costipamento del terreno e dell'asfalto, della demolizione e dell'approvvigionamento. Con l'acquisizione di Weidemann GmbH nel 2005, l'azienda entra nel settore delle macchine edili compatte e nel settore agricolo. Nel 2006 vengono acquisite Drillfix AG (Svizzera) e Ground Heaters, Inc. (USA).

### Dal 2007 a oggi
Il 15 maggio 2007 la società entra in borsa ed è quotata nel Prime Standard della Borsa di Francoforte. Nell'autunno del 2007 avviene l'inclusione nello SDAX.
Il 31 ottobre 2007 viene completata la fusione con Neuson Kramer AG (Linz, Austria), un produttore di macchine edili compatte, tra cui escavatori compatti, pale gommate, dumper e minipale. La società Neuson Kramer Baumaschinen AG nasce dalla fusione tra Neuson Baumaschinen GmbH e la tradizionale Kramer-Werke GmbH. Neuson viene fondata nel 1981 con il nome di Neuson Hydraulik GmbH con sede a Linz dedicandosi inizialmente allo sviluppo di mini-escavatori idraulici. Nel 1990 viene fondata la società Neuson Baumaschinen GmbH. Nel 1998 viene acquisita l'azienda produttrice di dumper Lifton Ltd. (GB) e nel 2004 vengono inserite le pale compatte nella gamma di prodotti. Nel 2001 avviene la fusione tra Neuson e Kramer.
Nel febbraio 2009 varia la denominazione sociale trasformando Wacker Equipment AG nell'attuale Wacker Neuson SE.

## Profilo del gruppo
Con il marchio Wacker Neuson, il gruppo commercializza a livello mondiale attrezzature edili guidate a mano quali costipatori, vibratori, martelli, utensili da taglio, vibratori interni ed esterni e tecnica per cantieri, oltre a macchine edili compatte quali escavatori compatti, pale gommate, dumper e pale compatte.
Con il marchio Kramer Allrad vengono commercializzate pale gommate a quattro ruote motrici, pale telescopiche e pale telescopiche gommate.
Il marchio Weidemann produce principalmente macchine quali caricatori agricoli, pale gommate articolate e pale telescopiche per l'agricoltura.

## Struttura azionaria
Aggiornato al 2017
- 33,0 % famiglia Wacker
- 30,0 % famiglia Neunteufel
- 37,0 % flottante